# Pedro Gallese
Pedro David Gallese Quiroz (Lima, 23 de fevereiro de 1990) é um futebolista peruano que atua como goleiro. Atualmente joga pelo Orlando City.

## Clubes

### Início
Foi revelado pelo Universidad San Martín, aonde jogou de 2007 a 2014. Era o quarto goleiro goleiro da equipe, atrás de Leao Butrón, Marco Flores e Ricardo Farro, quando foi emprestado ao Atlético Minero em 2009. Mas, por baixo rendimento, voltou para o San Martín.

### San Martín e Juan Aurich
Comandado por Aníbal "Maño" Ruiz, Gallese fez sua primeira partida como titular do San Martín em 2012, na goleada de 4 a 0 sobre o Alianza Atlético. Disputou 56 jogos pela equipe (sendo 42 apenas em 2014) até se transferir para o Juan Aurich.
No seu novo clube, rapidamente alcançou a titularidade e também a camisa 1 da Seleção Peruana.

### Veracruz
Após se destacar na campanha do Peru na Copa América de 2015, Gallese acertou com o Veracruz do México por 3 temporadas.

## Seleção Peruana
Estreou pela seleção defendendo pênalti na vitória de 3 a 0 sobre o Panamá, em agosto de 2014. Rapidamente assumiu a titularidade, sendo titular durante a campanha na Copa América de 2015 aonde a equipe terminou em terceiro. Na Copa América Centenário teve atuação marcante, sendo que uma dessas partidas em que se destacou foi a histórica vitória contra o Brasil, onde foi eleito o melhor jogador. Nas quartas de final foi eliminado contra a Colômbia nos pênaltis. Seu bom desempenho o levou a assinar com o Veracruz.
No dia 5 de outubro de 2017, durante as eliminatórias para a Copa do Mundo de 2018 a serem disputadas na Rússia, a Seleção Peruana apareceu para jogar contra a Argentina onde Gallese teve uma atuação extraordinária, evitando muitos gols da seleção argentina comandada por Lionel Messi. Ajudou a classificar a equipe para a Copa do Mundo de 2018, 36 anos após a última participação no torneio.

## Títulos

### Clubes
Universidad San Martín
- Peruvian Primera División winner: 2010

### Individual
- MLS All-Star: 2021